# Терёхин, Николай Иванович
Николай Иванович Терёхин  (1901—1978) — Герой Советского Союза, участник Гражданской и Великой Отечественной войны, командир кавалерийского полка, подполковник.

## Биография
Родился в семье крестьян, в селе Тургень (ныне Енбекшиказахский район, Алматинская область). В 1926 году стал членом КПСС (в то время — ВКП(б)). С 1920 года на службе в Красной Армии. Первое место службы — отряд особого назначения в Ташкенте. Однако вскоре после начала службы Николай Иванович был переведён в состав отдельного эскадрона, сопровождавшего М. В. Фрунзе, участвовал в боевых действиях на Южном фронте Гражданской войны. Позже участвовал в боях с басмачами на территории современных Туркмении, Узбекистана и Таджикистана.
Участвовал в Великой Отечественной войне с самого её начала. К 22 июня 1941 года Николай Иванович имел звание подполковника и командовал 4-м кавалерийским полком 2-й гвардейской Крымской кавалерийской дивизии. Подразделение находилось в Молдавии на реке Прут и приняло на себя один из первых ударов врага. Полк Терёхина сражался под Кишинёвом, на Днепре, на Днестре, оборонял Москву, участвовал в освобождении Житомира и Киева, в конце войны воевал в Германии.
23 января 1945 года 4-й полк взял Бишофсталь в Верхней Силезии, при этом с тяжёлыми боями была занята хорошо укреплённая местность. Полк стремительно захватил два моста, прежде чем противник смог уничтожить их за собой. Спустя несколько суток был форсирован Одер, несмотря на то, что лёд на реке был некрепким. На противоположном берегу был взят плацдарм, стала возможной успешная переправа двух стрелковых корпусов и артиллерийской дивизии. С 25 апреля по 2 мая 1945 года полк Николая Ивановича участвовал в тяжёлом сражении на западном берегу реки Эльбы, имея цель расширить плацдарм. Враг, несмотря на многочисленные потери, организовывал контратаки, предпринимал попытки остановить наступление полка во что бы то ни стало. Тем не менее, благодаря умелому командованию Терёхина контратаки были отбиты и противник разбит. Николай Иванович находился непосредственно в боевых порядках, на поле боя руководил контратаками резерва. В боях последних двух недель войны 4-й полк проявил мужество и героизм в ходе Берлинской операции и уничтожил свыше 1300 вражеских солдат и офицеров, 207 человек взято в плен, также захвачены военные трофеи в большом количестве.
27 июня 1945 присвоено звание Героя Советского Союза.
После войны Николай Терёхин жил и работал в городе Алма-Ата. Скончался 27 декабря 1978 года, похоронен на Центральном кладбище Алматы.

Казахстан, Алма-Ата. Знак на домe, в котором жил герой Советского Союза Н. И. Терёхин

## Память
Имя Терёхина с февраля 1982 года в городе Алма-Ате носит улица.